# Rainer Kriebel
Rainer Kriebel (* 19. Januar 1908 in München; † 27. Dezember 1989) war ein deutscher Offizier, Militärattaché und Nachrichtendienstler.

## Leben
Rainer Kriebel war der Sohn des Berufsoffiziers Hermann Kriebel, eines Freikorpsführers der 1920er-Jahre, Mitorganisator des Hitlerputschs vom 8. November 1923, NSDAP-Politiker und Diplomat.
Nach dem Abitur trat er als Offiziersanwärter in das 21. (Bayerische) Infanterie-Regiment der Reichswehr ein. 1930 wurde er Leutnant, 1937 besuchte er als Hauptmann die Kriegsakademie. 1940 arbeitete er als Major i. G. kurzzeitig im Generalstab in der Fremde Heere Ost, der militärischen Feindaufklärung unter Reinhard Gehlen.
1940 wurde er Dritter Generalstabsoffizier (Ic) des Militärbefehlshabers Frankreich, im Oktober 1940 Erster Generalstabsoffizier (Ia) der 33. Infanterie-Division (später 15. Panzer-Division), mit der er bis zum Februar 1942 am Afrikafeldzug teilnahm. Vom Juli 1942 bis zum April 1943 war er Ia der 2. Panzer-Division in Russland.
Vom Mai 1943 bis zum April 1944 war er als Oberstleutnant Taktiklehrer an der Kriegsakademie in Dresden. Anschließend wurde er Führer des deutschen Verbindungsstabes zur rumänischen 4. Armee. Zum 16. November 1944 wechselte Kriebel als SS-Obersturmbannführer zur Waffen-SS (SS-Nummer 499.762) und wurde Stabschef des V. SS-Gebirgskorps. In den letzten Kriegstagen wurde er noch zum Oberst i. G. befördert.
Nach Ende des Zweiten Weltkriegs gab er zunächst sein Wissen als Analytiker dem US-Militärgeheimdienst weiter. Danach wurde er, auch darin seinem Vater folgend, Militärberater: In den 1950er-Jahren leitete er eine fünfzigköpfige deutsche Militärmission, die die syrische Armee für den Kampf gegen Israel schulte. 1951 nahm er in dieser Funktion aktiv am Militärputsch des syrischen Generals Adib asch-Schischakli teil.
Später war er Militärattaché an der deutschen Botschaft in Kairo.